# Livia Zita
Lívia Zita Lókay, más conocida como Livia Zita (Budapest, Hungría; 21 de diciembre de 1984), es una diseñadora gráfica y cantante húngara de rock, más conocida por su trabajo con la banda danesa de heavy metal, King Diamond, a la cual pertenece como miembro invitada de estudio y conciertos desde 2003.
Gracias a su matrimonio con Kim Bendix Petersen (King Diamond), 28 años mayor que ella; también ha colaborado en su exitoso proyecto paralelo, Mercyful Fate. Actualmente, vive con su esposo en Dallas, Texas, Estados Unidos y tiene la nacionalidad de ese país, bajo su nombre de casada Livia Zita-Bendix.
Entre sus proyectos personales  se encuentra el  diseño de arte en 3D y fotografías artísticas.

## Discografía

### ConKing Diamond
- The Puppet Master - (2003)
- Deadly Lullabyes - (Álbum en vivo, 2004)
- Give Me Your Soul...Please - (2007)
- Dreams of Horror - (Álbum recopilatorio, 2014)

### ConMercyful Fate
- Evil (Single) – (2009)